# Богданівська сільська рада (Межівський район)
| Богданівська сільська рада — колишній орган місцевого самоврядування у Межівському районі Дніпропетровської області з адміністративним центром у с. Богданівка. Сільській раді були підпорядковані населені пункти: - с. Богданівка - с. Антонівське - с. Миколаївка - с. Солоне - с. Тарасівка - с. Федорівське - с. Чаус |

## Склад ради
Рада складалася з 16 депутатів та голови.

## Керівний склад сільської ради
| ПІБ                         | Основні відомості                                                                                     | Дата обрання | Дата звільнення |
| --------------------------- | --- | ------------ | --------------- |
| Міщанин Анатолій Григорович | Сільський голова, 1946 року народження, освіта, член Соціал-демократичної партії України (об'єднаної) | 26.03.2006   | 31.10.2010      |
| Міщанин Анатолій Григорович | Сільський голова, 1946 року народження, освіта середня спеціальна                                     | 31.10.2010   |                 |

Примітка: таблиця складена за даними джерела